# Hagedorn Prisen
Hagedorn Prisen er en pris inden for medicinsk forskning der uddeles hvert år. Hagedorn Prisen hylder præstationer inden for forståelse og behandling af diabetes og endokrinologi. 
Prisen er opkaldt efter Hans Christian Hagedorn, en anerkendt dansk læge, forsker og medstifter af Nordisk Insulinlaboratorium (nu en del af Novo Nordisk). 
Hagedorns arbejde har fremmet kvaliteten af insulinproduktion og diabetesbehandling, og prisen er derfor en hyldest til hans arv på området. Hagedorn Prisen er anerkendt som den mest prestigefyldte pris inden for intern medicin i Danmark.

## Baggrund

### Historie
Hagedorn Prisen blev oprindeligt stiftet af Dansk Selskab for Intern Medicin (DSIM) i 1966 for at anerkende Hans Christian Hagedorns (1888-1971) bidrag til lægevidenskaben. Prisen uddeles på DSIM's årlige generalforsamling.
Oprindeligt fik Hagedorn Prisen sin bevilling fra en særskilt fond, finansieret af bidrag fra Nordisk Insulinlaboratorium, med bestyrelsen for Dansk Selskab for Intern Medicin som det styrende organ. I 2008 blev fondens ressourcer imidlertid anset for at være utilstrækkelige til at opretholde en meningsfuld pris. Derfor blev den resterende kapital overført til Novo Nordisk Fonden, som efterfølgende påtog sig ansvaret for at uddele Hagedorn Prisen, samtidig med at DSIM fortsat var involveret. Modtageren af Hagedorn Prisen bestemmes af bestyrelsen i DSIM, på baggrund af anbefalinger fra dets medlemmer.

#### Om Dansk Selskab for Intern Medicin (DSIM)
Dansk Selskab for Intern Medicin (DSIM), består af næsten 4.500 medlemmer og fungerer som et overordnet organ for de ni interne medicinske specialer i Danmark. Dets mål inkluderer fremme af videnskabelig forskning inden for intern medicin og facilitering af løbende uddannelse for speciallæger inden for disciplinen. DSIM blev grundlagt i 1916 og har en bestyrelse bestående af ni medlemmer, der udpeges af bestyrelserne for de respektive interne medicinske specialer.

#### Pris
Hagedorn Prisen inkluderer en monetær komponent, der er designet til at støtte modtagerens igangværende forskning. Derudover får prismodtagerne en hædersmedalje (Hagedorn Medaljen) og et certifikat, der anerkender deres bidrag til fremme af diabetesforskning og - behandling.

##### Monetær komponent
Den monetære komponent (2023) udgør 1.500.000 kr., opdelt i 250.000 kr. som en personlig pris, og 1.250.000 kr. til forskning eller udviklingsarbejde.

##### Formål
Formålet med prisen er ikke kun at hædre enkeltpersoner for deres tidligere præstationer, men også at tilskynde til yderligere innovation og forskning inden for diabetesbehandling.

## Modtagere
Liste over modtagere af Hagedorn Prisen
- 2023: Else Marie Skjøde Damsgaard
- 2022: Jens Bukh
- 2021: Hans Carl Hasselbalch
- 2020: Michael Kjær
- 2019: Hans Erik Bøtker
- 2018: Asbjørn Mohr Drewes
- 2017: Jens Dilling Lundgren
- 2016: Jørgen Vestbo
- 2015: Oluf Borbye Pedersen
- 2014: Bo Feldt-Rasmussen
- 2013: Lars Køber
- 2012: Henrik Toft Sørensen
- 2011: Ulla Feldt-Rasmussen
- 2010: Torsten Toftegaard Nielsen
- 2009: Sten Madsbad
- 2008: Gorm Boje Jensen
- 2007: Hendrik Vilstrup
- 2006: Allan Flyvbjerg
- 2005: Henning Beck-Nielsen
- 2004: Bente Klarlund Pedersen
- 2003: Heine Høi Hansen
- 2002: Hans Henrik Parving
- 2001: Hans Ibsen
- 2000: Ove B. Schaffalitzky
- 1999: Hans Ørskov
- 1998: Jens Kampmann
- 1997: Jørgen Fischer Hansen
- 1996: Vagn Andersen
- 1995: Niels Ebbe Hansen
- 1994: Vibeke Binder
- 1993: Anders Frøland
- 1992: Jens Mølholm
- 1991: Tage Astrup
- 1991: Allan Erslev
- 1990: Leif Mosekilde
- 1989: Thorkild I. A. Sørensen
- 1989: Marianne Schroll
- 1988: Carl Erik Mogensen
- 1987: Bent Harvald
- 1986: Halfdan Mahler
- 1985: Kresten Mellemgaard
- 1984: Jørn Nerup
- 1983: Povl Riis
- 1982: Niels Tygstrup
- 1981: Niels Juel Christensen
- 1980: Kurt Iversen
- 1979: Henrik R. Wulff
- 1978: Knud Olesen
- 1977: Ib Lorenzen
- 1976: Jørgen Hess Thaysen
- 1975: Jørgen Pedersen
- 1974: Stig Jarnum
- 1973: Mogens Bjørneboe
- 1972: Knud Lundbæk
- 1971: Svend-Aage Kiilman
- 1970: Viggo Faber
- 1970: Gunnar Bendixen
- 1969: Michael Schwartz
- 1968: Villy Posborg Petersen
- 1967: Laurids Korsgaard Christensen
- 1966: Tage Hilden